# 彭昆生
彭昆生（1941年10月—），又写作彭崑生，男，江西兴国人，中华人民共和国政治人物。

## 生平
1959年9月至1963年8月，在江西农学院园艺系果树蔬菜专业学习。1963年8月至1980年1月，任江西省农业厅经济作物处干事。1973年5月，加入中国共产党。1980年1月至1983年4月，任江西省农业厅经济作物处副处长。1983年4月至1986年12月，任中共高安县委副书记、高安县县长；1985年7月，担任中共高安县委书记。1986年12月至1990年2月，任中共宜春地委副书记、地区行署专员。1990年2月至1992年3月，任中共宜春地委书记。1992年3月至1996年11月任中共南昌市委书记，中共江西省委常委。1996年11月至2001年12月，任中共江西省委常委、省委农村工作委员会书记。2001年12月起，任江西省人大常委会副主任、中共第十四届中央候补委员。2007年，辞去江西省人民代表大会常务委员会副主任。